# Krethon
Krethon (altgriechisch Κρήθων Krḗthōn) ist eine Person der griechischen Mythologie.
Bei Homer ist Krethon der Sohn des Diokles, eines Abkömmlings des Flussgottes Alpheios und Königs von Pharai, und der Zwillingsbruder des Orsilochos. Die Brüder nehmen am Trojanischen Krieg teil, wo sie als tapferste Kämpfer unter den Danaern gelten. Beide werden während des Krieges von Aineias getötet, was den um sie trauernden Menelaos zu einem Vorstoß gegen die Trojaner bewegt.
Pausanias berichtet, dass Antikleia, die Mutter des Gorgasos und des Nikomachos, eine Schwester des Krethon ist.